# Jeremie Vaneeckhout

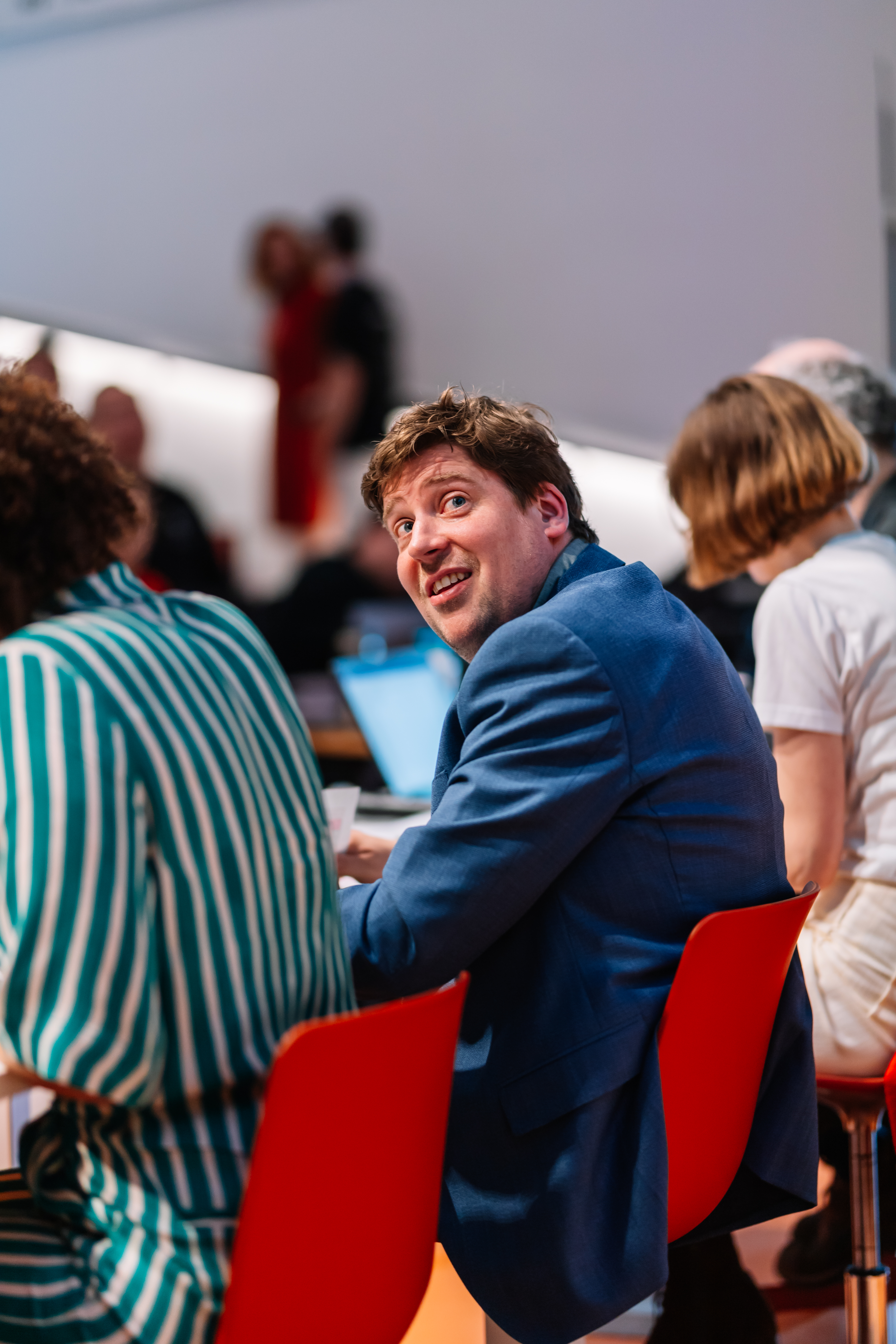
Jeremie Vaneeckhout in 2023

Jeremie Vaneeckhout (Waregem, 4 juni 1985) is een Belgisch politicus voor de partij Groen en voormalig covoorzitter van de partij.

## Biografie
Jeremie Vaneeckhout groeide op te Anzegem, in een gezin van zes kinderen. Hij volgde zijn lagere school aan de vrije basisschool te Kaster en zijn middelbare school aan het Sint-Jan-Berchmanscollege in Avelgem. Hij behaalde aan de KU Leuven verschillende diploma's. In 2007 werd hij licentiaat in de politieke wetenschappen, in 2008 master in de beleidseconomie en in 2009 master in wereldreligies en interlevensbeschouwelijke dialoog. Hij was twintig jaar actief als leider in de Chiro te Anzegem en vervolgens in het lokale Chirogewest. Hij is getrouwd en heeft drie kinderen.

## Politieke loopbaan
Jeremie Vaneeckhout startte zijn politieke loopbaan als medewerker bij Groen. Eerst als politiek opbouwwerker, vervolgens als parlementair medewerker van Kamerlid Kristof Calvo.
Bij de gemeenteraadsverkiezingen van 2012 was Vaneeckhout in Anzegem verkiesbaar op de lokale lijst CD&V-Groen-OK. Hij werd verkozen met 745 voorkeurstemmen. Bij de gemeenteraadsverkiezingen van 2018 was hij in Anzegem lijsttrekker van de lokale lijst INZET. Hij werd opnieuw verkozen met 1.452 voorkeurstemmen.
In de legislatuur 2013-2018 was Vaneeckhout schepen van Jeugd, Sport, Cultuur & bib, Ruimtelijke ordening en Internationale samenwerking. In de legislatuur 2019-2024 werd hij opnieuw schepen, en werd hij voorzitter van het Bijzonder Comité voor de Sociale Dienst. Bij zijn verkiezing tot het Vlaams Parlement besloot hij zijn schepenambt en voorzitterschap neer te leggen. Hij werd opgevolgd door Davy Demets en ging weer zetelen als gemeenteraadslid.
In 2014 was Vaneeckhout samen met Meyrem Almaci kandidaat voor het partijvoorzitterschap van Groen: Almaci als kandidaat-voorzitter, Vaneeckhout als kandidaat-ondervoorzitter. Ze werden verkozen met 60 procent van de stemmen. Hij bleef ondervoorzitter tot het einde van zijn mandaat in 2019. Hij werd opgevolgd door Dany Neudt.
Bij de Vlaamse verkiezingen van 26 mei 2019 was Vaneeckhout binnen de kieskring West-Vlaanderen lijsttrekker voor Groen. Hij werd verkozen tot het Vlaams Parlement met 7.387 voorkeurstemmen. Als Vlaams Parlementslid was hij van juni 2019 tot oktober 2022 secretaris van het Bureau van het Vlaams Parlement en zetelde hij van 2019 tot 2020 in de commissies Buitenlands Beleid, Europese Aangelegenheden, Internationale Samenwerking en Toerisme en Mobiliteit en Openbare Werken en van 2019 tot 2022 in de commissie Binnenlands Bestuur, Gelijke Kansen en Inburgering. Daarnaast had hij van 2020 tot 2024 zitting in de commissies Welzijn, Volksgezondheid, Gezin en Armoedebestrijding en Cultuur, Jeugd, Sport en Media.
In maart 2022 publiceerde Vaneeckhout het boek Vergeten land. Een roadtrip door Vlaanderen: waarom de politiek het platteland niet rechts mag laten liggen.
Op 23 maart 2022 kondigde Meyrem Almaci haar vroegtijdig vertrek als partijvoorzitster aan. Op 2 mei 2022 stelde Vaneeckhout zich samen met Nadia Naji kandidaat om Almaci op te volgen. Ze deden dit in een covoorzitterschap en spiegelden zich zo aan Ecolo, de Franstalige zusterpartij van Groen en de Duitse Groenen. Op 11 juni 2022 werden ze al in de eerste stemronde verkozen met 57 procent van de stemmen. Omdat de partijstatuten enkel de combinatie van een voorzitter en ondervoorzitter toelaten werd Naji initieel aangesteld als officiële voorzitster en Vaneeckhout als officiële ondervoorzitter. Binnen de partij gold evenwel de afspraak dat beide mogen optreden als covoorzitters. Op het congres van Groen op 12 mei 2023 werd hun covoorzitterschap ook formeel en statutair bekrachtigd.
Bij de Vlaamse verkiezingen van 9 juni 2024 was Jeremie Vaneeckhout opnieuw lijsttrekker voor Groen in West-Vlaanderen. Met 7.903 voorkeurstemmen werd hij verkozen voor een tweede termijn in het Vlaams Parlement. Hij werd er vervolgens ondervoorzitter van de commissie Landbouw, Visserij en Plattelandsbeleid en lid van de commissie Welzijn, Volksgezondheid, Gezin, Armoedebestrijding en Gelijke Kansen. Bij de lokale verkiezingen van oktober 2024 werd hij met 1.127 voorkeurstemmen herkozen als gemeenteraadslid.
Na de lokale verkiezingen van 2024, die net als die van juni tegenvielen voor Groen, stelden Naji en Vaneeckhout zich niet kandidaat voor een nieuwe termijn als voorzitter. Op 19 december 2024 werd Bart Dhondt verkozen als hun opvolger.